# Gottfried Duden
Gottfried Duden (* 19. Mai 1785 in Remscheid; † 29. Oktober 1855 ebenda) war ein deutscher Arzt, Farmer und Friedensrichter in den USA sowie Schriftsteller. Sein Erlebnisbericht war mit ein Auslöser für die ab 1830 einsetzende deutsche Auswanderungsbewegung nach Nordamerika.

## Leben und Wirken
Gottfried Duden studierte ab Oktober 1807 zunächst Rechtswissenschaften an der Universität Heidelberg und wurde dort Mitglied des Corps Guestphalia Heidelberg. 1810 wechselte er an die Universität Göttingen.
Duden emigrierte im Jahr 1824 nach Baltimore (Maryland, USA), zog von dort weiter nach St. Louis (Missouri) und erwarb sechzig englische Meilen westlich davon entfernt nahe dem Zusammenfluss von Missouri River und Mississippi River eine Farm; heute heißt dieser Ort Dutzow und liegt in der Nähe der später von Deutschen gegründeten Stadt Hermann (Missouri). Sein Anliegen war es, persönlich die Bedingungen für eine deutsche Siedlungsbewegung in den Vereinigten Staaten zu erkunden. Seine Erfahrungen schilderte er in ausschließlich positiv gehaltenen Briefen nach Deutschland, die dort von Hand zu Hand gingen.
Duden kehrte bereits im Jahr 1827 nach Deutschland zurück, wo er sich in Bonn niederließ, und veröffentlichte 1829 ein Buch mit dem Titel Bericht über eine Reise nach den westlichen Staaten Nordamerikas und einen mehrjährigen Aufenthalt am Missouri in den Jahren 1824 bis 1827 (Elberfeld 1829). Dieses Buch gilt als wichtiger Anschub für die um 1830 einsetzende massenhafte deutsche Auswanderungsbewegung in die USA. Die Gründe für Dudens baldige Rückkehr nach Deutschland und die Aufgabe seiner angeblich florierenden Farm sind nicht bekannt und werden in seinem Buch nicht genannt. Die Farm bestand im Wesentlichen aus Ackerland, das von angeheuerten Hilfskräften bewirtschaftet wurde; Duden soll in einer kleinen Hütte bei Lake Creek gelebt und hauptsächlich geschrieben haben. Er besaß keine speziellen Kenntnisse über Landwirtschaft.

## Rezeption
Duden war um 1830 nicht der einzige Autor der deutschen „Emigrationsliteratur“, aber er war einer der bekanntesten. Aus heutiger Sicht wird sein Buch von Historikern als geschönte und bewusst positiv gefärbte Darstellung der Lebensbedingungen in den USA und speziell in Missouri angesehen. Seine Veröffentlichung war nicht nur als Reisebericht gedacht, sondern sollte dem Ziel dienen, seine Landsleute zur verstärkten Auswanderung in die USA zu veranlassen. Duden war davon überzeugt, dass Deutschland überbevölkert sei und sich die sozialen Probleme seiner Zeit durch Auswanderung lösen ließen. Diese Ansicht äußert er in der Vorrede seines Buches. Vor diesem Hintergrund ist sein Bericht und dessen Tendenz zu sehen. Mit seiner Schrift erreichte er weniger Bauern und Arbeiter als vielmehr Angehörige der gebildeten Schichten. Eine Folge seiner Propaganda war die Gründung der Gießener Auswanderungsgesellschaft, die im nördlichen Missouri einen eigenen deutschen Staat aufbauen wollte; es blieb jedoch bei den Plänen zur Staatsgründung, obwohl tatsächlich Tausende Deutsche mit dem Ziel Missouri in die USA auswanderten.
Im Vorwort der englischen Übersetzung von Dudens Buch heißt es: 

“[…] a masterpiece of promotional literature. Duden’s adroit pen wove reality with poetry, experience with dreams, and contrasted the freedom of the forests and democratic institutions in America with the social narrowness and political confusion in Germany. He glorified the routine of pioneer existence […]”

„[…] ein Meisterwerk der Propagandaliteratur. Dudens Stift verwob geschickt Realität mit Poesie, Erfahrungen mit Träumen und verglich die Freiheit der Wälder und der demokratischen Institutionen in Amerika mit der sozialen Enge und der politischen Verwirrung in Deutschland. Er glorifizierte den Alltag des Pionier-Lebens […]“

## Schriften
- Bericht über eine Reise nach den westlichen Staaten Nordamerika’s… S. Lucas, Elberfeld 1829 (online).